# 三支两军
三支两军，是指文化大革命期间，中国人民解放军执行的“支左、支工、支农、军管、军训”任务。其中的“支左”是核心工作，即支援“左派群众”对各级党政机构进行夺权。“支左”和“军管”使得军队势力急剧膨胀，成为“文革”的主导力量。

## 经过
1967年1月，在毛泽东的指示下，军队开始积极介入全国各地的夺权运动。3月19日，中央軍委發出《關於集中力量執行支左、支農、支工、軍管、軍訓任務的決定》（簡稱「三支兩軍」決定）。指示军队内部的“四大”（即“大鸣、大放、大辩论、大字报）暂告一段落，抽调三分之一，二分之一，甚至三分之二的人员，立即投入支左、支農、支工、軍管、軍訓的工作。从此“三支兩軍”成为军队的重要任务。

1967年2月至1969年4月期间，参加 “三支两军” 的军人均在90万人左右。其中最多时为1968年上半年，全军参加 “三支两军” 的人数达到95万多人。随着各级“革命委员会”成立，以及各地局势的缓和，“三支两军”的人员逐渐减少。到1972年上半年，参与“三支两军”的军人数量在27万左右。
九一三事件之后，1972年8月21日，中共中央和中央軍委发出《关于三支两军若干问题的决定（草案）》，指出：凡是实行军管的地方和单位，在党委建立后，军管即可撤销。此后，持续了五年多的“三支两军”工作随之结束。
从1967年2月起至1973年间，中国人民解放军共派出约280萬军人參與「三支兩軍」工作，其中约有4.9万人担任县以上革命委员会委员的职务。

### 支左
1967年1月，由上海造反派夺权的“一月风暴”开始，全国掀起了“造反派”夺取党和政府各级领导权的浪潮，各地“造反派”和“保守派”斗争激烈，为了保证全面夺权的胜利，毛泽东决定动用军队的力量支持“造反派”。
1967年1月21日，南京军区党委向中共中央呈送了安徽省军区的请示报告，转述了首都第三造反司令部驻安徽联络站的要求：在斗争省委书记李葆华等人的会议中派军队警卫，以防止对立派的冲击，“如不派就是不支持文化大革命，并限安徽省军区二十一日十四时前答复”。当日，毛泽东在南京军区的请示报告上批示：“林彪同志：人民解放军应该支持左派广大群众。”、“以后凡是有真正革命派找军队支持，援助、都应当这样做。所谓“不介入”，是假的，早已介入了。此时似应重新发出命令，以前命令作废，请酌。”同日，林彪批示：完全赞成主席的方针，全军必须支持革命左派广大群众。
1月23日，中共中央、國務院、中央軍委聯名發出《關於人民解放軍堅決支持革命左派群眾的決定》（中发[67]27号），強調軍隊要支持左派群眾，以前军队不介入地方文革的指示一律作废。但在1967年初混乱的局面下，军队难以区分究竟谁是“造反派”，谁是“保守派”。此外军队大多数对“造反派”不抱好感，反而与“保守派”在许多问题上有共鸣。在军队“不介入”地方“文化大革命”的情况下，双方尚可避免直接的冲突，但“支左”的命令下达后，矛盾开始尖锐化。2、3月间，各地陆续发生军队镇压造反派的事件，史称“二月镇反”，包括：青海省军区部队屠杀“造反派”的二二三事件；湖南省军区抓捕“湘江风雷”成员上万人；四川全省共抓捕“造反派”8万余人等。
随后在《军委十条》的出台和中央的批评之下，福建、四川、甘肃、广东、湖南、江西、河南、吉林等地的军队支左负责人先后作检讨，按照中央的指示支持特定的“造反派”群众组织夺权，形势完全逆转。在军队的支持下，到1968年，全国各省都实现了“夺权”。同时，军队代表作为“三结合”的主要力量，加入了夺权后成立的革命委员会，据统计，现役军人担任省、直辖市和自治区革委会主任的共20名，占总数的69％，担任县以上各级革委会主任的一般在80％以上：例如北京市占78％，广东省占81%，辽宁省占84％，云南省占97％，湖北省占98％，山西省占95%等。出任县以上革命委员会一、二把手的军队干部有5193人，军队事实上掌握了各地的领导权。

### 支农
1967年初，文革的混乱局势影响到了农业生产。为此，1967年2月20日中共中央发出《给全国农村人民公社贫下中农和各级干部的信》，要求“动员一切力量，立即为做好春耕生产而积极工作”、“建议人民解放军当地部队和各级军事机关大力支持、帮助春耕生产工作”。23日又发出《关于军队大力支援地方抓好春耕生产的指示》，要求所有干部和战士都积极投入到春耕生产中，要积极配合、协助当地农业生产。周恩来也在与各大军区负责人谈话时说，“要求各省、地、县各级都要以军事部门为主，立即行动起来，组织各级生产办公室，领导春耕生产。”
随即各省、市、自治区都成立了以军人为首的抓革命、促生产领导小组。支农在部队的“三支两军”工作中，投入的力量最大。如1967年2月下旬至3月下旬，全军支农部队即达73.9万余人，第2季度每天支农人员在50万人以上，支农的单位县（市）达2072个、公社达2万多个。到1968年，全军共抽出了116个团、119个营、2666个连、125个排、861个宣传队，到1236个县（市）的社、队，进驻定点支农。仅1968年第2季度支农就动用汽车2万多辆、各种机械800多台、马车3000多辆，劳动日达3000多万个，支援公社、农场1.5万多个。半年中支农出动飞机718架次、舰艇42艘。

### 支工
1967年3月3日，毛泽东在沈阳军区的一个报告上指示，“军队不但要协助地方管农业，对工业也要管”，“军队不能坐视工业生产下降而置之不理”。3月18日，中共中央发出《给全国厂矿企业革命职工、革命干部的信》，信中宣布：中共中央决定，人民解放军大力协助地方，支持工业生产工作。3月19日，中央军委在关于集中力量执行“三支两军”的决定中，把支工作为一项重要任务。从此，解放军担负了支援工业的任务。
各军区、各军兵种、省军区、卫戍区等部队抽出领导干部，到省、市、区组织参加工业领导班子，协助地方领导工业生产。在3月上旬至4月上旬，全军各部队还派出几万人的毛泽东思想宣传队，宣传毛泽东“抓革命、促生产”的方针。1967、1968年的支工人数，均达十几万人，1969年中共九大以后逐步减少，到1972年为四五万人。此外，军队还抽出一批技术、物质、车辆和人员，参加了许多重点工程建设如：武汉钢铁公司、第二汽车制造厂、辽阳化工厂、上海金山化工厂、云南天然气化工厂、大庆油田、葛洲坝水利枢纽等。

### 军管
1967年1月11日，中央发出《关于广播电台问题的通知》，标志着军队从此开始执行军管任务。实行军管的单位主要是公安、邮电、电台、报社、银行、仓库、监狱等。随着“文化大革命”的深入发展，实行军事管制的单位、部门不断增加和扩大。到1968年，国务院共有48个正部委级机构，除国防部为虚设，文化部、公安部未被军管外，其他45个全部实行军管。中共中央主要工作机构中宣部、统战部、中联部、调查部均实行军管，中组部虽然未被军管，但亦由军人组成的业务组负责实际领导。此外甚至出现了军队对军队单位实行军管的奇特现象：如解放军总政治部和高等军事学院被军管。
全国实行军管的省有9个，大城市有25个，几十个专区和数以百计的县实行全面军管。各地方的部门中：军管报社111个，占全部210个报社的53%，省以上报社，除辽宁、吉林、黑龙江、湖南、贵州、湖北、甘肃省外，其余22个省、市、自治区的报社全部军管；省以上的公安部门，除辽宁、黑龙江、河北、山东、上海、湖南、贵州、河南、湖北省外，其余20个省、市、自治区的公安部门，都实行了军管；全国18个铁路局军管了10个；沿海渔业公司全部军管。
军管的形式主要分为两种：一种是建立军事管制委员会或军管小组，负责被军管单位的全面工作；另一种是派出军管代表或一定数量的部队进驻，主要负责保护单位的安全。

### 军训
军训即对大、中、专院校的师生、职工进行军事训练。对师生实行军事训练，被毛泽东视为“文化大革命”中教育革命的一项重要内容。在1966年12月31日，针对“红卫兵”运动的混乱状况，中共中央、国务院发出了《关于对大中学校革命师生进行短期军政训练的通知》。随后，越来越多的军人参与开展军训，而接受军训的学校也越来越多。仅1967年4月，全军每天平均派出执行军训任务的人员，即达53000余人；接受军训的学校则达3091所。至1968年第二季度时，全国接受军训的学校，已猛增至11700余所。
军训最开始是为了保证毛泽东在接见红卫兵时的安全，特意派驻京部队专门来对外地来京串联的人员，进行接待和组织工作，维护社会秩序。到后来，按照毛泽东的指示，军训的内容却从原来比较单纯的军政训练，演变成了军队全面介入到各个学校的运动。军队成员以“军宣队”或“军训团”的形式进驻到每个学校里，学生“红卫兵”组织随即失势。军宣队和工宣队一同领导了学校的上山下乡、清理阶级队伍、清查“五一六”、一打三反等运动，这一时期也是文革期间受迫害而死亡的人数最多的时期。

## 领导部门
1967年4月3日，中央军委常委讨论了加强“三支两军”办事机构问题。决定在军委设立3个办公室，即支左办公室（萧华负责）、支工支农办公室（杨成武、邱会作负责）、军管工作办公室（叶剑英负责），军训工作由总参、总政分管，不另设办公室。全军师以上机关都设立了“三支两军”指挥部（或办公室），列入编制。这样，全军上下“三支两军”领导机关的建立，从组织上确保大批军人投入“三支两军”工作。

## 评价

### 官方文件
《关于建国以来党的若干历史问题的决议》中称：“派人民解放军实行三支两军，在当时的混乱情况下是必要的，对稳定局势起了积极的作用，但也带来了一些消极的后果。”

### 政治人物
江青在九大前曾对林彪发脾气：“蒋介石搞了一个党国，我们现在搞了一个军党、军国。”
毛泽东曾在九届一中全会上说到：“现在苏修攻击我们……按照苏联的话叫做‘军事官僚专政’，他们一看我们这个名单里头，军人不少，这就叫做‘军事’；还有什么‘官僚’，大概就是我呀，恩来呀，康生呀，伯达呀这批‘官僚’。”1970年庐山会议后，毛泽东在南巡讲话中曾说：“谁知‘三支两军’掩盖着庐山会议的主要倾向啊。”
吴法宪：“通过执行‘三支两军’任务，军队全面介入了地方的‘文化大革命’运动。这一结果，显然是和林彪以前的想法相左的。”
邱会作：“像‘三支两军’这样的工作，林彪从来也没有像打仗那样，指示什么什么部队到哪里执行什么任务，什么什么干部到哪里完成什么使命，林彪这个主持军队日常工作的军委副主席，根本没有具体管过三支两军工作，三支两军工作一直在毛主席和周总理手上，对军委办事组只是操办他们的决定而已。毛主席军权在握，调动一个排都要毛主席批准，任命一个军级干部也必须毛主席批准……。”
叶剑英：“群众组织打内战的时候没有军队稳定不了形势，因此‘三支两军’是有功的，现在成立了党委，实行了一元化领导。军队在搞经济计划、管理生产方面不如原来的地方干部。加上运动中陷进了派性的更出不来。‘三支两军’已面临新形势，继续搞下去不利了。现在有些厂子生产上不去，把军队干部换下来，原来的老干部上去，生产就上去了。”
邓小平：“三支两军是两句话，第一句话，当时部队不出面不能维持局面，出面是正确的，三支两军是起了积极的作用。第二句话，三支两军给部队造成的危害是很大的，带来了许多坏的东西，对部队的威信损害很大。比如派性，还有一些‘左’的东西，相当大的成分是从那里来的。”
纪登奎：“军队现在冗员太多，一个司令，七八个副司令，一个政委，七八个副政委，军、师、团、营，一直到基层，也都是一个正职，好多个副职。”“军队干部，派出去一批，提拔起来一批，再派出去一批，又提拔起来一批……。三支两军结束了，军队干部都从地方上回来了，军队干部自然就多了，就搞成这个样子了。”；”有一条，我们还不如苏联，苏联军队的政治影响力，还主要在中央；我们的情况，军队在地方上也乱搅和，搞得党政部门过不成日子。文化革命，三支两军，把事情搞坏了……三支两军的干部，又在军队任职，又在地方掌权，弄得谁也管不了他。“

### 研究者
邓礼峰：“毛泽东要“三支两军”人员既要支持造反派夺权，又要稳定局势；既要支持左派打倒老干部，又要保护他们出来工作；既要抓革命（大批判、大字报、大游行、整天突出政治搞学习），又要促生产；既要支持左派，又要搞“大联合”，等等，这些非常自相矛盾的理论与实践，其结果必然使“三支两军”功过兼有。”
唐少杰：“军权所营造的‘七亿人民七亿兵，万里江山万里营’的社会状况，把文革变成一场通向‘准军事共产主义’的革命。军权的作用和影响，化解了文革群众运动和八面威风的群众组织……军权打败了群众，军人专政战胜了群众专政。最终，军权不仅给党权、政权带来巨大的尴尬和创痛，给文革群众运动和群众组织带来致命的伤害，也给军权自身带来不可消解的冲撞和危机。”
杨继绳：“毛希望军事官僚支持造反派，从而实现整治官僚集团的目的，这本身就是一个悖论。...随着秩序的恢复，文革实力不断消弱，军事官僚集团的力量不断坐大最终必然造成军事官僚集团和毛泽东的冲突。其结果两败俱伤：以林彪为首的军事官僚集团覆灭，毛泽东的身心和他的文革受到重创。”